# Rock Island (álbum)
| Críticas profissionais | Críticas profissionais |
| Avaliações da crítica  | Avaliações da crítica  |
| Fonte                  | Avaliação              |
| ---------------------- | ---------------------- |
| Allmusic               | 2 de 5 estrelas.       |

Rock Island é o décimo oitavo álbum de estúdio da banda britânica Jethro Tull, lançado em 1989.
A produção da turnê de 1989 para promover Rock Island apresentava a encenação de um jogo de sombras durante a canção "Kissing Willie", que terminava com uma imagem pornográfica.

## Faixas
1. "Kissing Willie"
2. "The Rattlesnake Trail"
3. "Ears Of Tin"
4. "Undressed To Kill"
5. "Rock Island"
6. "Heavy Water"
7. "Another Christmas Song"
8. "The Whaler's Dues"
9. "Big Riff And Mando"
10. "Strange Avenues"

Faixas bónus
1. "A Christmas Song"
2. "Cheap Day Return"/"Mother Goose"
3. "Locomotive Breath"